# 堺市立三原台中学校
堺市立三原台中学校（さかいしりつ みはらだい ちゅうがっこう）は、大阪府堺市南区にある公立中学校。
泉北ニュータウン泉ヶ丘地区の三原台と高倉台を校区とする。泉北ニュータウンで3番目の中学校として1971年に新設開校した。地域在住の生徒は、三原台中学校開校前は堺市立泉ヶ丘東中学校に通学していた。

## 沿革
- 1971年4月1日 - 堺市立三原台中学校として開校。

## 事件
- 2016年2月2日 - 本校に忍び込み窓ガラスを割ったとして、大阪府警南堺警察署は建造物侵入と暴力行為処罰法違反容疑で大阪府内の中学生の少年少女4人を逮捕し、13歳の少年を補導、児童相談所に通告したと発表した。逮捕容疑は1月10日午前1時に本校に侵入し、石を投げつけて1階と2階の窓ガラス計22枚を割ったとしている[1]。

## 通学区域
- 堺市立三原台小学校・堺市立泉北高倉小学校の通学区域。

堺市南区 三原台・高倉台。

## 出身者
- 森祐理 - ゴスペルシンガー
- 今井雅子 - 脚本家
- 江川ほーじん - ベーシスト
- 山根康広 - シンガーソングライター
- 田内裕子 - 宮崎放送アナウンサー
- 加藤聡 - プロ野球・中日ドラゴンズ選手
- 淡路幸誠 - お笑い芸人（きつね）
- 土生敦弘 - 競輪選手

## 交通
- 南海泉北線 泉ケ丘駅から南海バス泉北泉ヶ丘地区線「三原台回り（13系統）」または「高倉台回り（19系統）」に乗車し、「三原台中学校前」バス停下車すぐ。